# Danes Worldwide
Danes Worldwide (tidl. Dansk Samvirke) er en privat forening, stiftet i 1919, som har til formål at være bindeled mellem Danmark og danskere ude i verden. 
Danes Worldwides formål er at gøre det lettere at være dansker i udlandet. Foreningen arbejder for at sikre, at udlandsdanskere får så mange rettigheder som muligt i forhold til danske medborgere, der er bosat i Danmark.
Danes Worldwide er en medlemsbaseret organisation, som rækker ud til mere end 250.000 udlandsdanskere over hele verden[kilde mangler] og tilbyder rådgivning i juridiske forhold vedr. relationen til Danmark. Foreningen afholder desuden webinarer og arrangementer, hvor danskere og deres familier kan få vejledning.

## Historie
Danes Worldwide blev grundlagt som Dansk Samvirke i 1919 som en initiativ for at styrke båndene mellem Danmark og danske emigranter rundt om i verden på et tidspunkt, hvor udvandringen til USA og Sydamerika var på sit højdepunkt.
Under Anden Verdenskrig steg medlemskabet drastisk og nåede sit højdepunkt i 1947 med 10.000 medlemmer. Krigen gjorde det meget vanskeligt at opretholde kontakten til danske borgere i udlandet, og mange danske udlændinge, især i Fjernøsten, mistede deres levebrød. Dansk Samvirke koncentrerede sine bestræbelser på at hjælpe dem, der vendte tilbage til Danmark. Formanden Jørgen Saxild iværksatte et næsten tiårigt hjælpeprogram, der spændte fra økonomisk støtte til social service for dem, der havde mistet alt.
Efter krigen, i 1949, erhvervede foreningen sin egen bygning, en ejendom i det diplomatiske kvarter i Østerbro-distriktet i København, som tjente både som kontor og som mødested for danskere, der vendte hjem.
I 1998 ændrede Dansk Samvirke sit navn til Danes Worldwide og erhvervede et ny logo, en "dansk globus" designet af Piet Hein.[kilde mangler]

## Undervisning i dansk sprog og kultur

### Den Danske Sommerskole
Danes Worldwide arrangerer årligt en tre ugers sommerskole, som giver danske børn i udlandet mulighed for at lære dansk og opleve dansk kultur. Den blev introduceret i 1981. Siden 2015 har det også været muligt at tage på Familie-Sommerskole for børn fra 6 år med en forældre eller bedsteforældre. 

### Online danskundervisning
I samarbejde med Undervisningsministeriet har Danes Worldwide siden 1990 tilbudt onlineundervisning for børn i alderen 6-17 år for at supplere deres lokale skolegang. Onlineundervisningen samarbejder med Den Danske Sommerskole, hvilket giver elever, der følger fjernundervisningskurserne, mulighed for at tage den afsluttende prøve i 9.-klasse. Foreningen tilbyder desuden danskundervisning til begyndere og øvede til alle fra 10 år. 

## Mærkesager
Foreningen arbejder for at sikre udlandsdanskeres ret til statsborgerskab, familiesammenføring, stemmeret, økonomiske og sociale ydelser og pension.

## Fredensborghusene
Fredensborghusene er en selvejende institution, som er stiftet af Danes Worldwide. Husene har til formål at tilbyde en boligmulighed for hjemvendte danskere. Fredensborghusene består af 30 rækkehuse og 47 vinkelhuse i Fredensborg, Nordsjælland og er tegnet af Jørn Utzon, som er arkitekten bag operahuset i Sydney, Australien.

## Protektor
Hendes Majestæt Dronning Margrethe II har været protektor for foreningen fra 1972, hvor hun overtog protektoratet efter sin far, Kong Frederik IX.

## Kommunikation
Magasinet Danes (tidl. Danmarksposten, publiceret første gang i 1920) var indtil november 2022 foreningens medlemsblad med information fra Danmark og danske samfund i verden. Foreningen publicerer i dag artikler online på hjemmesiden og via deres nyhedsbrev. 